# English singlestick
English singlestick er en kampsport, der har været anvendt som selvforsvar med en spadserestok og lignende.